# Nhà ga

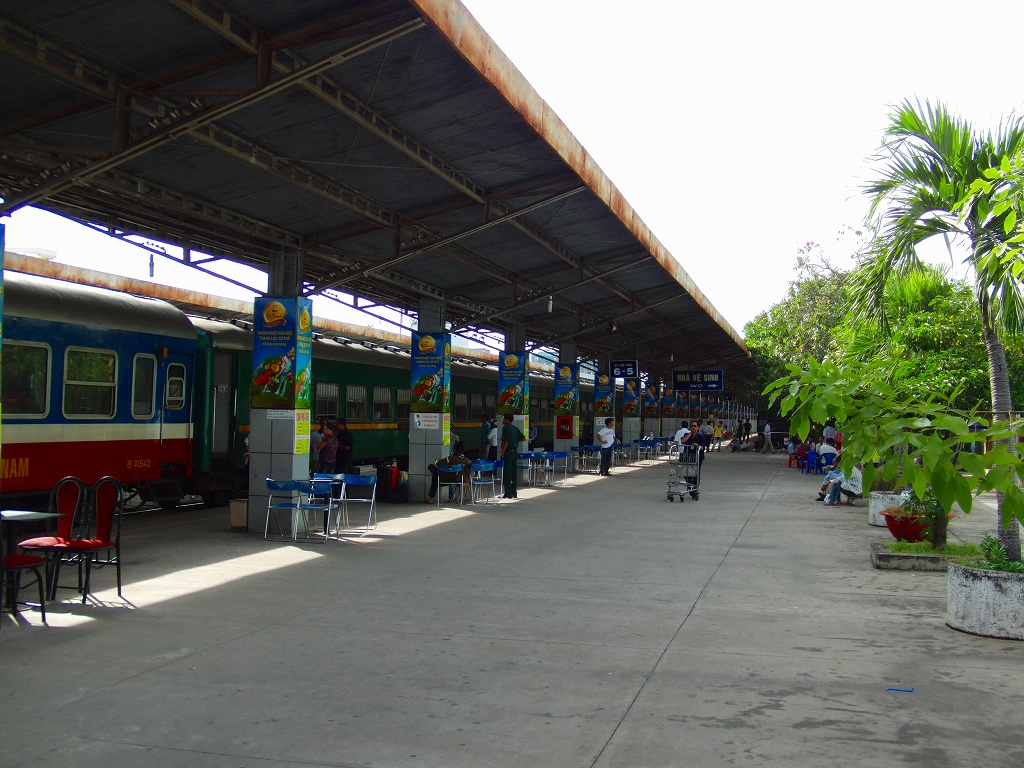
Sân ga tại Ga Sài Gòn

Nhà ga hay nhà ga hành khách (tiếng Pháp: gare) là một công trình xây dựng mà tại nơi đây, các phương tiện giao thông đậu để đón trả khách, còn hành khách thì làm thủ tục đi lại. Nhà ga là cơ sở hạ tầng cần thiết trong nhiều loại hình giao thông như nhà ga hàng không, nhà ga tàu hỏa, nhà ga tàu điện...

## Ga xe lửa

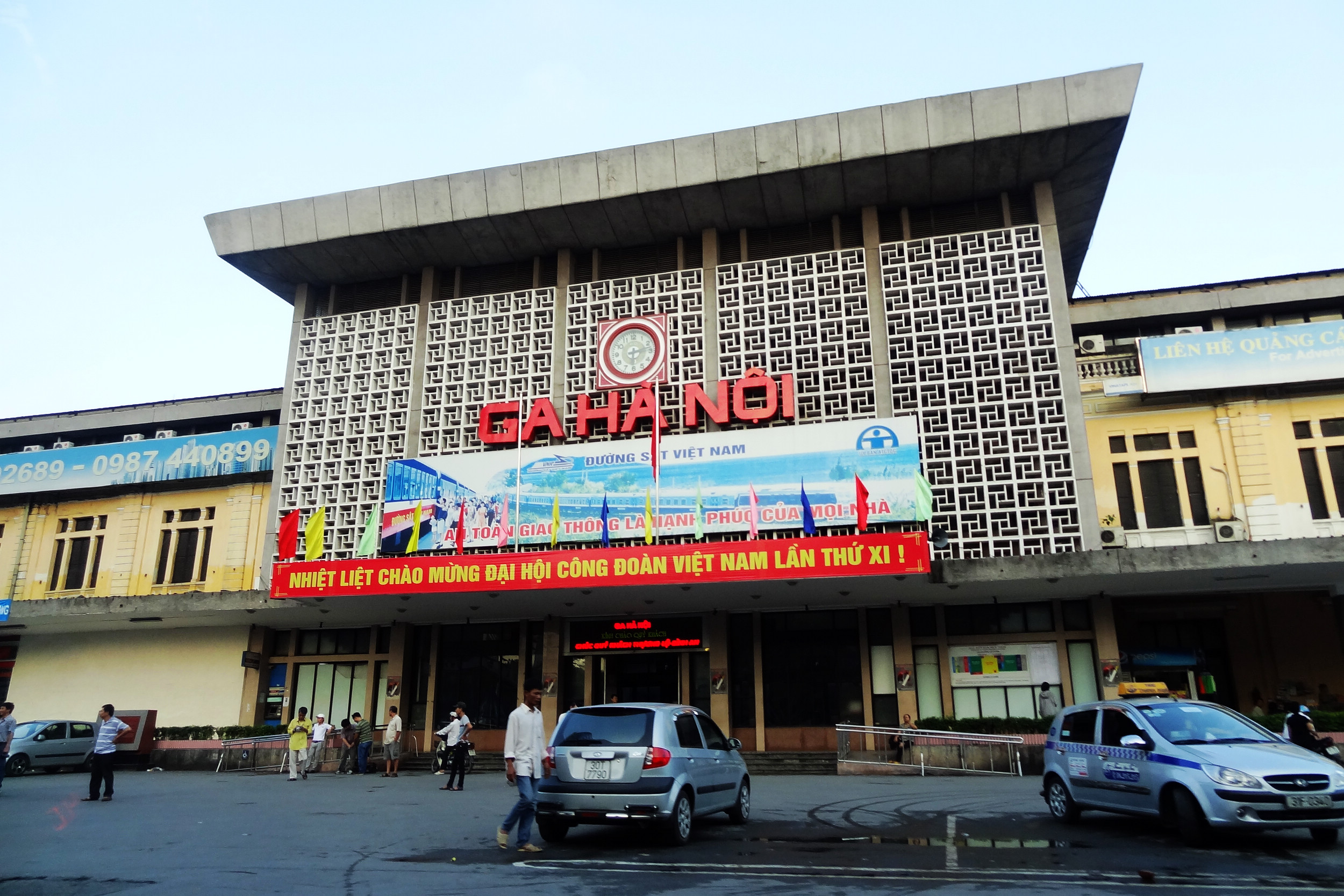
Mặt trước nhà ga xe lửa tại Hà Nội, Việt Nam

Một nhà ga xe lửa thường sẽ có nhà ga, nơi khách có thể ngồi chờ và mua vé,... Một nhà ga cơ bản sẽ có một sảnh; vài cửa hàng (ga dành cho hành khách); các quầy mua hàng, bán vé tàu; các băng ghế chờ; Nhà vệ sinh công cộng. Ở đa số nhà ga hiện nay, nó sẽ có những Kiosk vé tự động. Các nhà ga cũng có sân ga, là nơi để khách đi tàu có thể ngồi chờ, quan sát bảng thông báo và biết được thông tin về tàu, giúp cho khách lên tàu. Ở sân ga, nó sẽ thường có một số băng ghế chờ nhỏ; đồng hồ; bảng (Tivi) hiển thị thông tin đoàn tàu sắp đến; ở phía trên thường sẽ có các mái che; một số ga còn có các cầu bộ hành băng qua đường sắt.
Một số nhà ga xe lửa trên thế giới 
Ga Hà Nội - Việt Nam
Ga Tokyo - Nhật Bản
Ga Saint-Lazare - Pháp

## Nhà ga hàng không

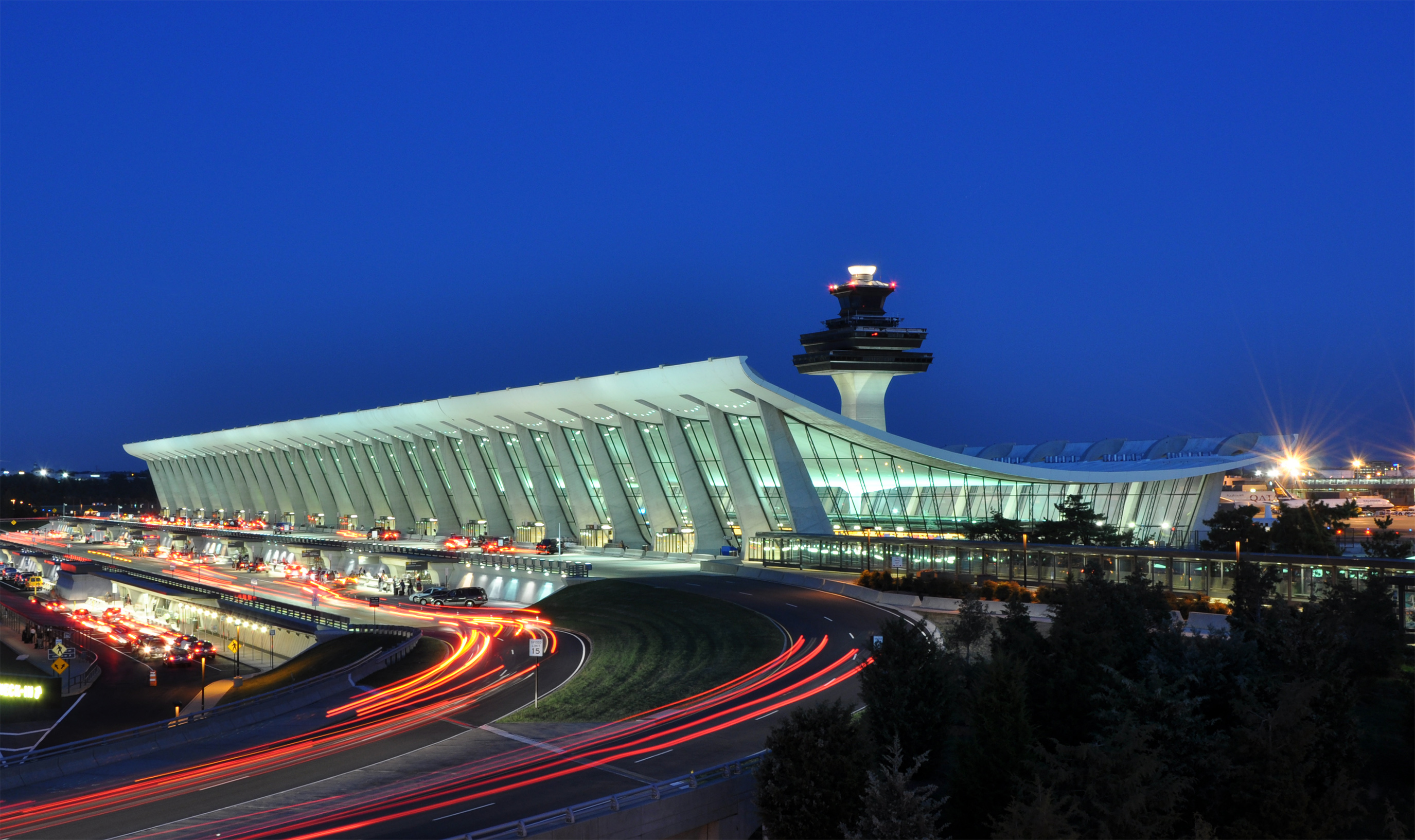
Sân bay quốc tế Washington Dulles, Hoa Kỳ

Nhà ga hàng không là phần nhà chờ lớn tại một sân bay. Nhà ga hàng không là nơi để hành khách ngồi chờ, mua vé, theo dõi thông tin chuyến bay, ngoài ra, hành khách cũng có thể đi mua đồ (thường là đồ lưu niệm). Ở trong một nhà ga tại sân bay, nó thường sẽ có các quầy bán vé; các cửa hàng mua sắm miễn thuế; nhiều quầy ăn uống; sảnh chờ rất lớn với nhiều băng ghế dài; phòng chờ máy bay; kiosk bán vé tự động, khu vực kiểm tra an ninh trước khi lên máy bay; nhà vệ sinh công cộng; các quầy hành lý, thủ tục, check-in;...                  
Một số sân bay trên thế giới
Sân bay quốc tế Tân Sơn Nhất - Việt Nam
Sân bay Heathrow - Anh
Sân bay quốc tế San Francisco - Hoa Kỳ

## Nhà ga tàu điện

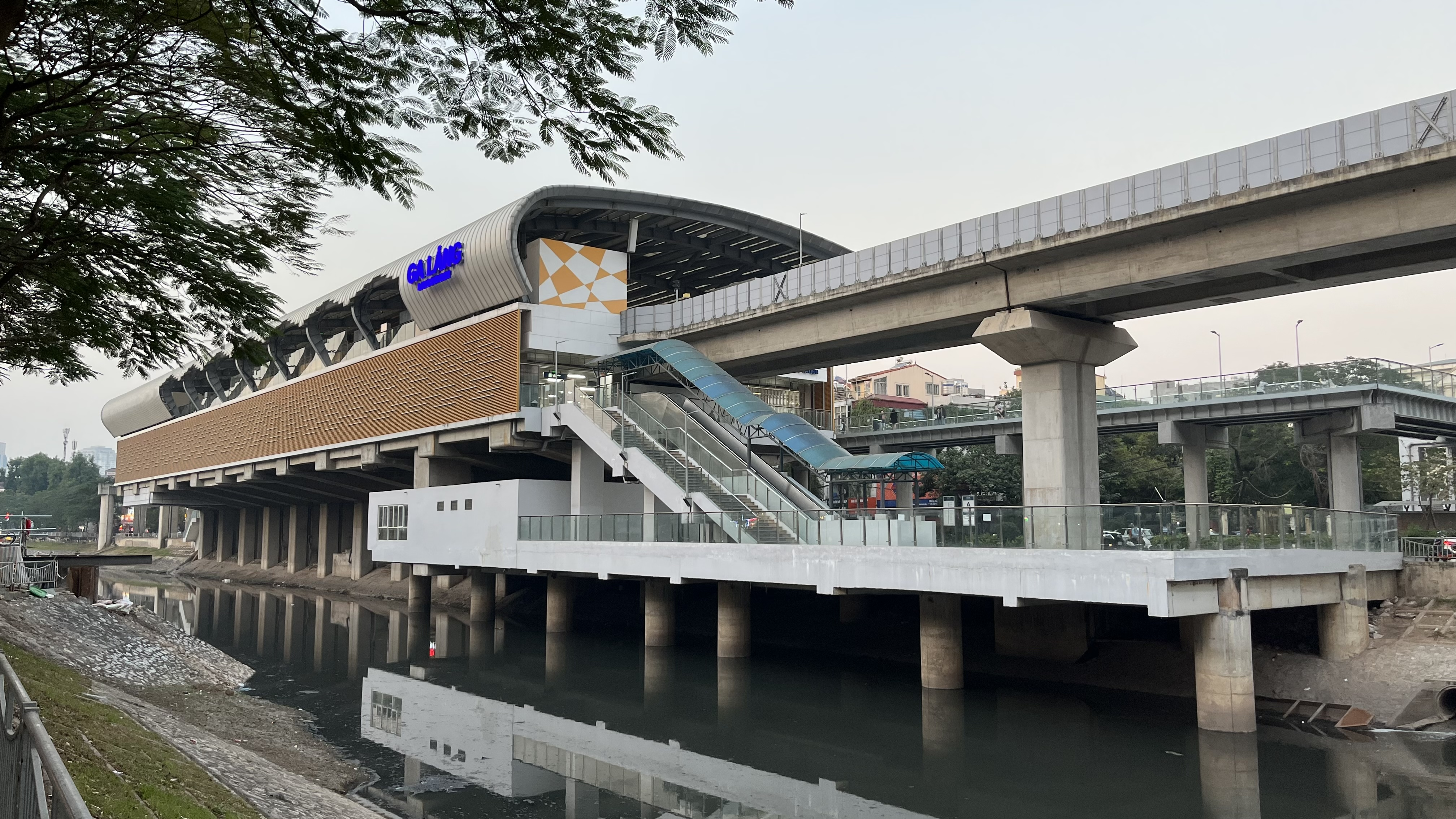
Ga Láng nằm trên tuyến Tuyến số 2A (Đường sắt đô thị Hà Nội), Việt Nam

Nhà ga tàu điện (Còn gọi là: Nhà ga Metro) là một nhà ga nằm trên tuyến đường sắt đô thị (Metro) và là nơi tiếp nhận các chuyến Metro hàng ngày. Các ga Metro thường nằm ở trên cao hoặc dưới lòng đất. Ở mỗi nhà ga Metro sẽ có cầu thang, hành lang, các kiosk vé, các thiết bị quét thẻ để khách lên tàu, sân ga, các băng ghế chờ,....
Ga Thái Nguyên - Đài Loan
Ga Láng - Việt Nam